# والي هود
والي هود (بالإنجليزية: Wally Hood)‏ هو لاعب كرة قاعدة أمريكي، ولد في 9 فبراير 1895 في ويتير في الولايات المتحدة، وتوفي في 2 مايو 1965 في هوليوود في الولايات المتحدة.

## وصلات خارجية
- والي هود على موقعبيزبول رفرنس.كوم (الدوري الرئيسي) (الإنجليزية)
- والي هود على موقعبيزبول رفرنس.كوم (الدوري الثانوي) (الإنجليزية)